# Andreu Muntaner Darder
Andreu Muntaner Darder (Palma de Mallorca, 1926-Ibidem, 10 de febrero de 2023) fue un geólogo, fotógrafo, coleccionista, estudioso español y divulgador de las Islas Baleares.

## Biografía
Sobrino del también geólogo Bartomeu Darder Pericàs, a partir de 1950 emprendió el estudio del Cuaternario en Mallorca. Sus trabajos motivaron que la Asociación Internacional para el Estudio del Cuaternario incluyera Mallorca entre las excursiones de su quinto congreso (1957). También se dedicó a la investigación de aguas subterráneas. Fue ayudante honorario del Instituto Geológico Lucas Mallada y miembro de la sección de Baleares del Instituto Nacional de Geología del CSIC.
Más allá de su actividad geológica, también ha sido un referente como coleccionista y fotógrafo. Comenzó a revelar fotografías a los catorce años de edad, consiguiendo acumular aproximadamente 50.000 postales de Mallorca dentro de su colección, que también contiene negativos y positivos de vidrio, máquinas fotográficas y proyectores de imagen, a través de las cuales se puede recorrer la evolución de Mallorca desde mitad del siglo XIX hasta los años 60 del siglo XX. Este fondo documental ha formado parte de una exposición homenaje organizada desde el departamento de Cultura, Patrimonio y Deportes del Consejo Insular de Mallorca, a través del Archivo del Sonido y de la Imagen (ASIM).
Entre sus objetos más preciados se encuentra una excelente colección de daguerrotipos, material del fotógrafo galés Charles Clifford -maestro de la fotografía del siglo XIX- que da testimonio de la visita de la reina Isabel II a Palma de Mallorca, un teleobjetivo fabricado en Alemania, un conjunto de cámaras estereoscópicas o una colección de los primeros fotómetros.
Fue cofundador y presidente de honor de la Sociedad de Historia Natural de las Islas Baleares (SHNB).
Andreu Muntaner falleció en la capital balear, tras varios meses delicado de salud, el 10 de febrero de 2023, a los 96 años.